# Marian Stampf’l
Marian Karol Stampf’l (ur. 27 listopada 1881 we Lwowie, zm. 1940 w ZSRR) – doktor praw, prokurator i adwokat, pułkownik audytor Wojska Polskiego, działacz społeczny, ofiara zbrodni katyńskiej.

## Życiorys
Wywodził się z rodziny o korzeniach szkockich. Urodził się 27 listopada 1881 we Lwowie jako syn Juliana (wzgl. Juliusza, w latach 90. XIX wieku naczelnika stacji kolejowej w Sanoku). Był wyznania rzymskokatolickiego. Miał brata Stanisława (ur. 1882).
Kształcił się w C. K. I Gimnazjum I w Przemyślu, gdzie w 1900 ukończył z odznaczeniem VIII klasę i zdał egzamin dojrzałości. po maturze miał pierwotnie podjąć studia na akademii górniczej. Ukończył studia prawnicze. Jako auskultant sądowy w Bochni w czerwcu 1905 uzyskał stopień doktora praw na Uniwersytecie Jagiellońskim. 17 kwietnia 1912 został wpisany na listę adwokatów z siedzibą w Starym Sączu w obrębie Krakowskiej Izby Adwokackiej. W kolejnych latach pozostawał adwokatem przy C. K. Sądzie Powiatowym w Starym Sączu, także w trakcie I wojny światowej. Był członkiem zarządu okręgowego Towarzystwa Szkoły Ludowej w Starym Sączu i w tym charakterze brał udział w Walnym Zjeździe TSL w Nowym Sączu jesienią 1911.
Został oficerem C. K. Armii. Podczas I wojny światowej 1914–1918 służył w audytoriacie c. i k. 132 Brygady. Po zakończeniu wojny, jako były oficer armii austriackiej został przyjęty do Wojska Polskiego i zatwierdzony do stopnia kapitana korpusu sądowego. Pod koniec 1918 wziął udział w walkach podczas wojny polsko-ukraińskiej jako dowódca kompanii karabinów maszynowych, a w styczniu 1919 na własną prośbę został przydzielony do Sądu Polowego we Lwowie, w którym w randze kapitana został jednym z audytorów w składzie osobowym sądu i jego agendach w Galicji Wschodniej. W kolejnych latach pracował w audytoriacie lwowskim. W 1920 był też sędzią sądu doraźnego we Lwowie. Został awansowany na stopień  majora.
3 maja 1922 został zweryfikowany w stopniu podpułkownika ze starszeństwem z dniem 1 czerwca 1919 roku i 33. lokatą w korpusie oficerów sądowych, a jego oddziałem macierzystym był wówczas Departament IX Sprawiedliwości Ministerstwa Spraw Wojskowych w Warszawie. W 1923 roku był sędzią śledczym dla spraw szczególnej wagi w Wojskowym Sądzie Okręgowym Nr VI we Lwowie. W następnym roku, w tym samym sądzie był sędzią orzekającym. 25 października 1926 roku Prezydent RP mianował go prokuratorem przy wojskowych sądach okręgowych, a minister spraw wojskowych przeniósł z WSO Nr VI do Prokuratury w Wojskowym Sądzie Okręgowym Nr VI na stanowisko prokuratora. 16 marca 1927 roku został mianowany pułkownikiem ze starszeństwem z dniem 1 stycznia 1927 roku i 6. lokatą w korpusie oficerów sądowych. Z dniem 31 grudnia 1931 został przeniesiony w stan spoczynku. W 1934, jako pułkownik stanu spoczynku, pozostawał w ewidencji Powiatowej Komendy Uzupełnień Nowy Sącz.
Od zarania II Rzeczypospolitej w jej latach 20. i 30 pozostawał cywilnym adwokatem w Starym Sączu. W 1937 został wybrany przez radę adwokacką delegatem do Sąd Grodzkiego w Starym Sączu. Został członkiem komisji rewizyjnej przy wydziale wykonawczym powołanej w 1936 Ekspozytury Funduszu Pracy w Starym Sączu. 28 lutego 1937 został wybrany prezesem zarządu gniazda Polskiego Towarzystwa Gimnastycznego „Sokół” w Starym Sączu. Po powrocie do Lwowa do 1939 prowadził tam kancelarię adwokacką przy ulicy Spółdzielczej 2.
Po wybuchu II wojny światowej i agresji ZSRR na Polskę z 17 września 1939 został aresztowany przez funkcjonariuszy NKWD. Został przewieziony do więzienia przy ulicy Karolenkiwskiej 17 w Kijowie. Tam prawdopodobnie na wiosnę 1940 został zamordowany przez NKWD. Jego nazwisko znalazło się na tzw. Ukraińskiej Liście Katyńskiej opublikowanej w 1994 (został wymieniony na liście wywózkowej 71/1-48 oznaczony numerem 2816, jego tożsamość została podana jako Marian Stempfel). Ofiary tej części zbrodni katyńskiej zostały pochowane na otwartym w 2012 Polskim Cmentarzu Wojennym w Kijowie-Bykowni.
Jego żona Stanisława podczas wojny została deportowana przez sowietów w głąb ZSRR (od koniec 1941 przebywała w rejonie Ajagöz w sowchozie Mynbułak), gdzie straciła życie. Jego potomkowie zostali dziennikarzami: syn Stanisław (1919–1980), wnuczka Aleksandra Kedaj i prawnuczka Hanna Lis.

## Publikacja
- Asesor linjowy a sędzia [w:] „Wojskowy Przegląd Prawniczy” Nr 4/1930[39]

## Ordery i odznaczenia
- Złoty Krzyż Zasługi (16 marca 1928)[40][22]